# Bible Black
Bible Black (яп. バイブルブラック Байбурубуракку) — японская эротическая компьютерная игра, разработанная компанией ActiveSoft для Microsoft Windows и изданная американской компанией Kitty Media в 2000 году.

## Сюжет

### Bible Black
В одной из школ подросток по имени Минасэ находит в подвале странную книгу, перевязанную цепью со звездой Давида. После прочтения этой книги он понимает, что может обладать магическими способностями, и пробует их на одноклассниках. Эффект превосходит все его ожидания. После определённого обряда любая девушка, которую он пожелает, находится в его власти. Об этом узнают другие ученики и просят его о помощи.

### Bible Black Gaiden
История рассказывает об учительнице Китами, которая в прошлом заключила сделку с Дьяволом, предложив ему души тех, кто намеревался её убить, в обмен на свою. Теперь же она обязана найти девственницу до наступления Вальпургиевой ночи, чтобы остаться в живых. Китами переселяется в невинное тело и продлевает себе жизнь. Но обряд должен произойти именно в полночь, иначе контракт с Дьяволом аннулируется…

## Персонажи
Такиэ Минасэ — главный герой истории. Студент академии, который нашёл чёрную магическую книгу (известную как «Bible Black») в заброшенном подвале школы. С этим открытием он становится новой пешкой мощных сил в зловещем заговоре.
Куруми Имари — подруга детства Минасэ и де-факто его девушка. Постоянно приходит к нему, чтобы будить его каждое утро. Знает все о Минасэ, пытается помочь ему во всех отношениях, является обладателем чёрного пояса кэмпо, хорошо готовит и заботится о Минасэ, когда Юкико уезжает.

## Аниме
С 2001 по 2008 год компания Milky Studio совместно с Studio Jam выпустила ряд аниме на тему игры. А именно:
1. Чёрная Библия: Вальпургиева ночь,
2. Чёрная Библия: Происхождение,
3. Чёрная Библия: Новый Завет,
4. Чёрная Библия: Единственная версия,
5. Черная Библия: Изнаcилование Имари,
6. Чёрная библия: Новый Завет — Рекап.

Сериал завоевал популярность в США и во всём мире, изменив целую индустрию хентай аниме.